# 角翅螳属
角翅螳属（学名：Alangularis）为螳科的一个属。

## 下属物种
本属包括以下物种：
- 多叶角翅螳 Alangularis multilobata Chopard, 1910